# Bellecour (Schauspieler)
Jean-Claude-Gilles Colson, bekannt als Bellecour (* 16. Januar 1725 in Paris; † 19. November 1778 ebenda), war ein französischer Schauspieler und Dramatiker.
Bellecour war Sohn des Porträtmalers Gilles Colson und dessen Frau Martha Duchange. Seine Schulausbildung erhielt er bei den Oratorianern und wurde im Anschluss Schüler von Charles André van Loo. Jedoch zog es ihn mehr zum Theater hin und er verpflichtete sich bei einer Schauspieltruppe in Besançon, wo er Préville kennen lernte, der ihm schauspielerisch unter die Arme griff. Entdeckt wurde Bellecour von Madame de Pompadour und dem Maréchal de Richelieu, die ihn im Jahr 1750 bei einer Aufführung in Besançon gesehen hatten und ihn nach Paris an die Comédie-Française einluden. Nach seinem Debüt, noch im selben Jahr, musste er jedoch noch bis 1752 warten, bis er festes Ensemblemitglied und somit Sociétaire de la Comédie-Française wurde. Die Bühnenarbeit mit seinem Kollegen Lekain war fein und abgestimmt und so wurden die beiden gute Freunde, die die Erfolge miteinander feierten. Bereits im Jahr 1767 wollte sich Bellecour zur Ruhe setzten und erhielt auch seine übliche Pension von 1000 Livre, durfte aber erst 1769 den Bühnenabschied nehmen.
Bellecour war mit der Schauspielkollegin Rose-Perrine Le Roy de La Corbinaye, genannt Madame Bellecour, verheiratet. Weiterhin schrieb er auch einige Lustspiele.

## Bühnenstücke (Auswahl)
- Les Fausses apparences (1761)
- Le tambour nocturne, ou le Mari devin (1765)
- Complément de clôture pour le théâtre Français (1766)